# Дженні Туррелл
Дженні Туррелл (англ. Jennifer Turrall, 9 травня 1960) — австралійська плавчиня.
Учасниця Олімпійських Ігор 1976 року.
Чемпіонка світу з водних видів спорту 1975 року.
Переможниця Ігор Співдружності 1974 року.